# Teluk Kecapi
Teluk Kecapi is een bestuurslaag in het regentschap Ogan Ilir van de provincie Zuid-Sumatra, Indonesië. Teluk Kecapi telt 1807 inwoners (volkstelling 2010).